# Stazione di Rigoli
La stazione di Rigoli è una fermata della ferrovia Lucca-Pisa a servizio dell'omonima frazione del comune di San Giuliano Terme.

## Storia
La stazione fu inaugurata il 25 settembre 1846, contestualmente all'inaugurazione del tratto Ripafratta-Bagni di San Giuliano (attuale San Giuliano Terme), della costruenda ferrovia internazionale Lucca-Pisa.
Nel 1960 il piazzale della stazione venne elettrificato, come l'intera linea, alla tensione continua di 3.000 V. A tali lavori seguirono, alcuni anni dopo, quelli per l'automatizzazione degli impianti, che portarono in seguito al declassamento di Rigoli al ruolo di semplice fermata ferroviaria.
Nell'estate del 1988 la fermata di Rigoli venne impresenziata, disattivando il binario d'incrocio e sopprimendo biglietteria e sala d'aspetto.
Solo pochi anni dopo l'esercizio della Lucca-Pisa venne significativamente modificato allo scopo di automatizzare gli impianti: il 1º dicembre 1993 si attivò il blocco automatico conta-assi e, al termine del tratto in cui questa corre parallela al binario della Lucca-Massarosa, il posto di movimento Montuolo, dotato di doppia comunicazione per consentire l'uso indifferente dei due binari. Contestualmente, le stazioni di Ripafratta e San Giuliano vennero trasformate in fermate impresenziate mentre quella di Rigoli fu nuovamente trasformata in stazione con la riattivazione del binario d'incrocio.
Nel 2005, allo scopo di consentire la riorganizzazione del servizio passeggeri secondo il progetto Memorario, che prevede corse cadenzate durante l'intera giornata, la fermata di San Giuliano fu nuovamente trasformata in stazione, risultando posta in posizione più favorevole rispetto a Rigoli per l'effettuazione degli incroci sistematici necessari.

## Servizi
- Sottopassaggio

## Movimento
Rigoli è servita da alcune relazioni regionali Trenitalia svolte nell'ambito dei contratti di servizio stipulati con la Regione Toscana denominati, come detto, "Memorario".

## Galleria d'immagini

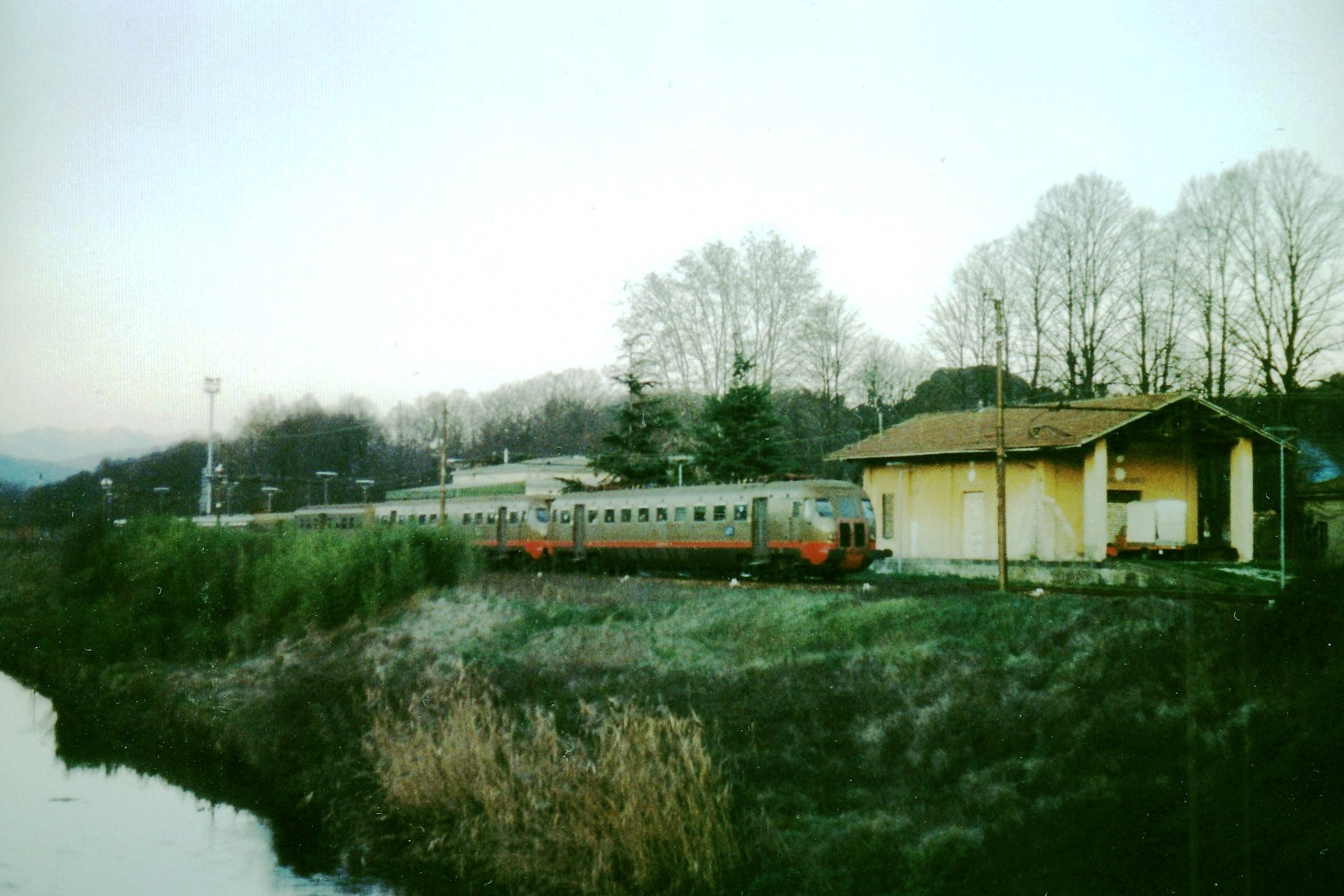
La stazione nel 1988
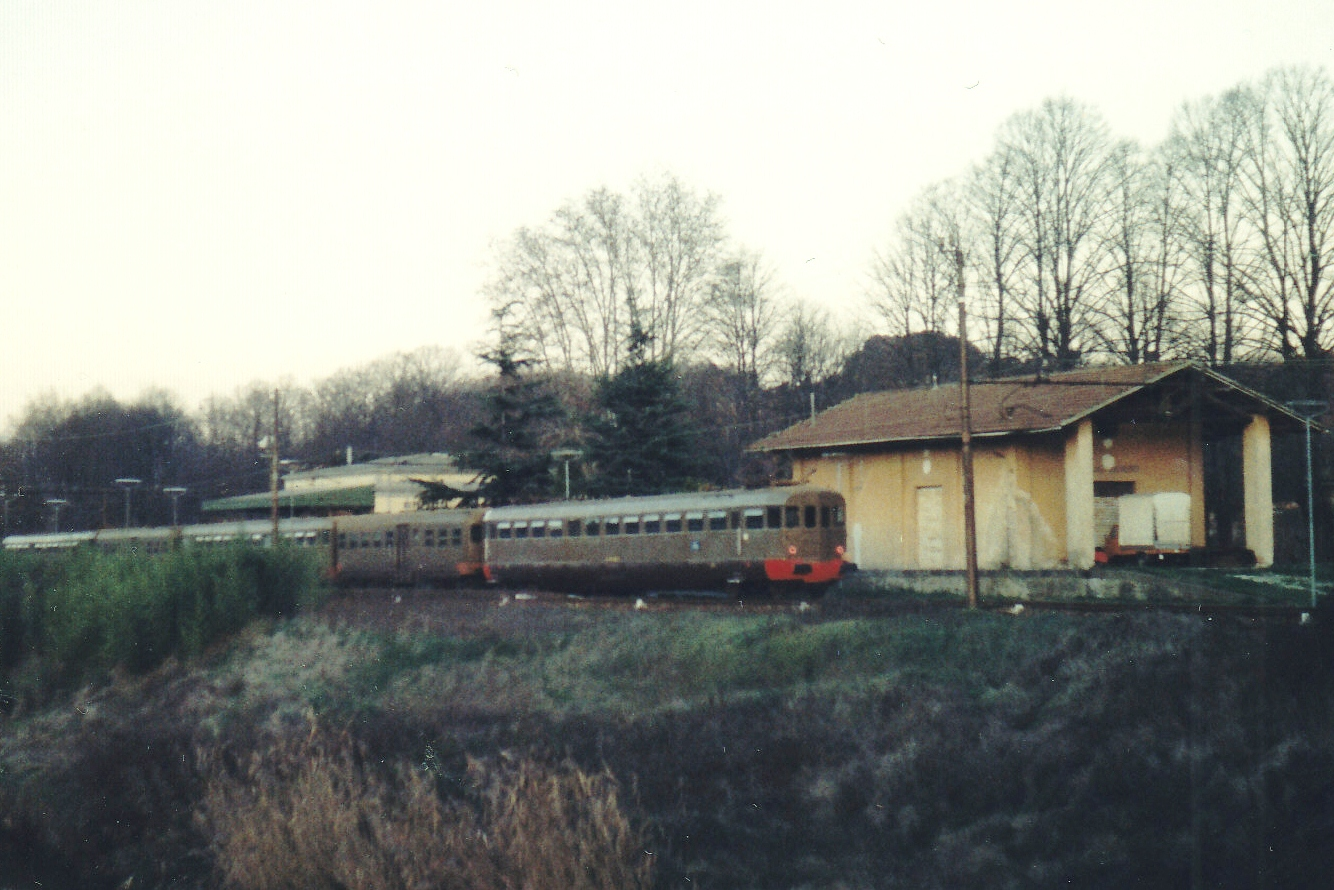
La stazione nel 1988
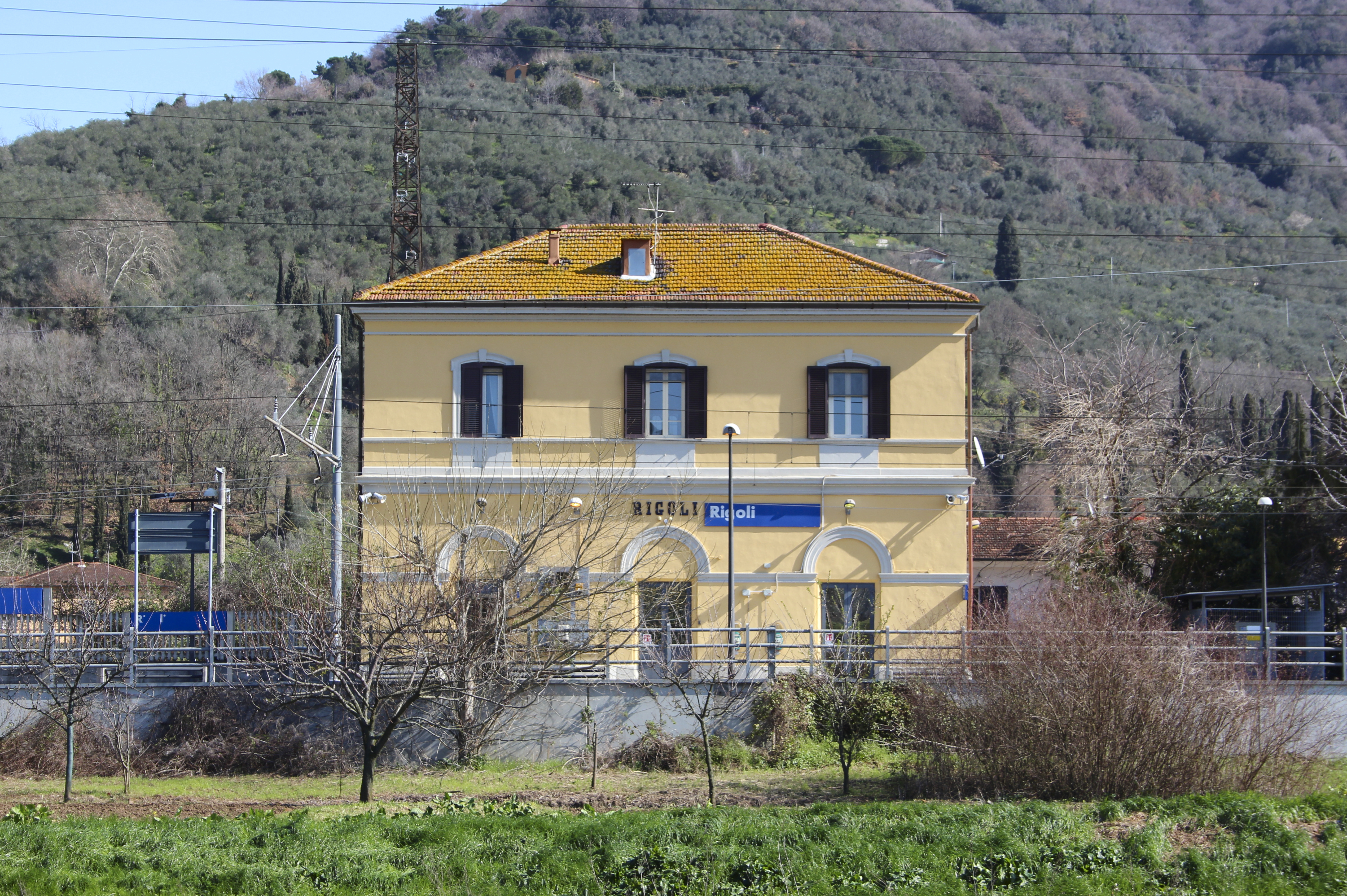
La stazione nel 2018